# Saurer 4TIILM
Saurer 4TIILM je typ vysokopodlažního švýcarského trolejbusu. V roce 1957 bylo vyrobeno celkem 12 vozů, všechny byly dodány do švýcarského města St. Gallen.

## Historie
V 50. letech 20. století bylo na základě referenda, které se konalo mezi obyvateli švýcarského města St. Gallen, rozhodnuto nahradit tramvajový systém trolejbusovým. Pro potřeby rozšířeného trolejbusového systému byla v roce 1957 zakoupena série dvanácti trolejbusů 4TIILM. Vozovou skříň vyrobila společnost Carosserrie Hess AG, mechanickou část podnik Adolph Saurer AG, elektrickou výzbroj Zurich Oerlikon.

## Konstrukce
Saurer 4TIILM je dvounápravový trolejbus, jehož karoserie je vyrobena z hliníku. V pravé bočnici se nachází pět dvoukřídlých skládacích dveří.  Pohon zajišťuje jeden stejnosměrný trakční motor typu GLM 1202 DK. Ve vozech 4TIILM byla použita odporová elektrická výzbroj. Sedadla pro cestující jsou uspořádána příčně a jsou dřevěná.

## Provoz

### Varšava

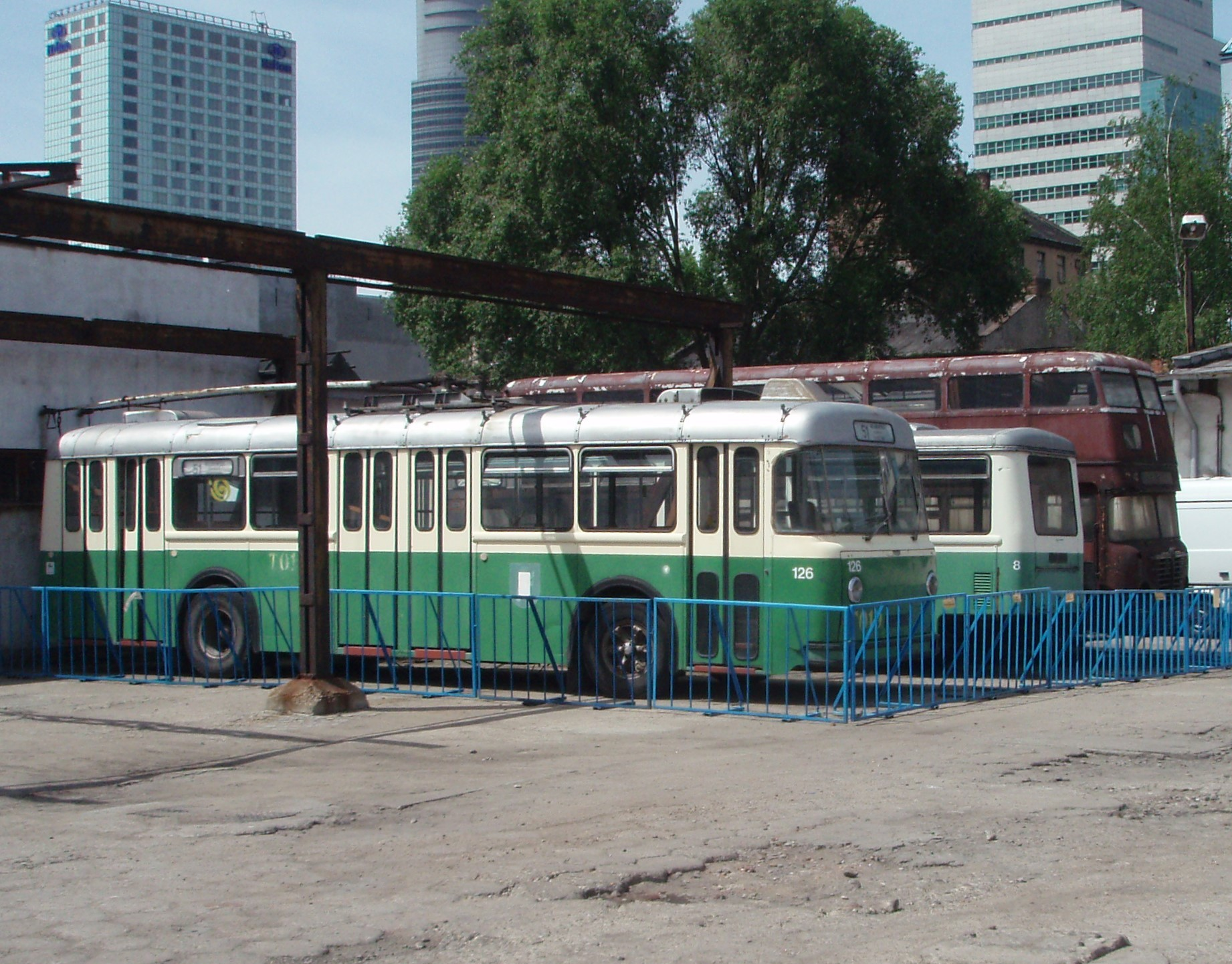
Varšavský trolejbus T019 v místním muzeu techniky

Kvůli špatnému technickému stavu trolejbusů ZiU-9 zakoupil v roce 1992 městský dopravní podnik ve Varšavě 11 ojetých trolejbusů Saurer 4TIILM a 8 přívěsů Moser ze St. Gallenu. Trolejbusy si do značné míry zachovaly svůj původní vzhled (zeleno-bílý nátěr, znak města a evidenční čísla St. Gallenu, nápisy v němčině a francouzštině, schémata veřejné dopravy v St. Gallenu). Trolejbusy jezdily na varšavské lince č. 51 až do přerušení provozu trolejbusů 31. srpna 1995, a poté byly odstaveny ve vozovně trolejbusů a autobusů v Piasecznu. Po roce 2001 byl zahájen prodej trolejbusů Saurer:
- trolejbus T005 byl prodán společnosti Skrzeliński Piaseczno,[4]
- trolejbusy T010 a T011 byly prodány společnosti TROBUS,[5]
- trolejbusy T013 a T030 byly prodány společnosti Lubelskie Towarzystwo Ekologicznej Komunikacji,[6][7]
- trolejbus T014 byl prodán společnosti Przedsiębiorstwo Komunikacji Trolejbusowej v Gdyni,
- trolejbus T018 byl prodán Muzeu Otrębusy,[8]
- trolejbus T019 byl prodán Technickému muzeu ve Varšavě,[9]
- trolejbusy T031 a T036 byly prodány společnosti Harpia.[10][11]

Trolejbus T005 se vrátil do St. Gallenu v roce 2010. Ve Varšavě byl pro muzejní účely zachován trolejbus T016, který patří klubu milovníků městské dopravy ve Varšavě.

### Gdyně

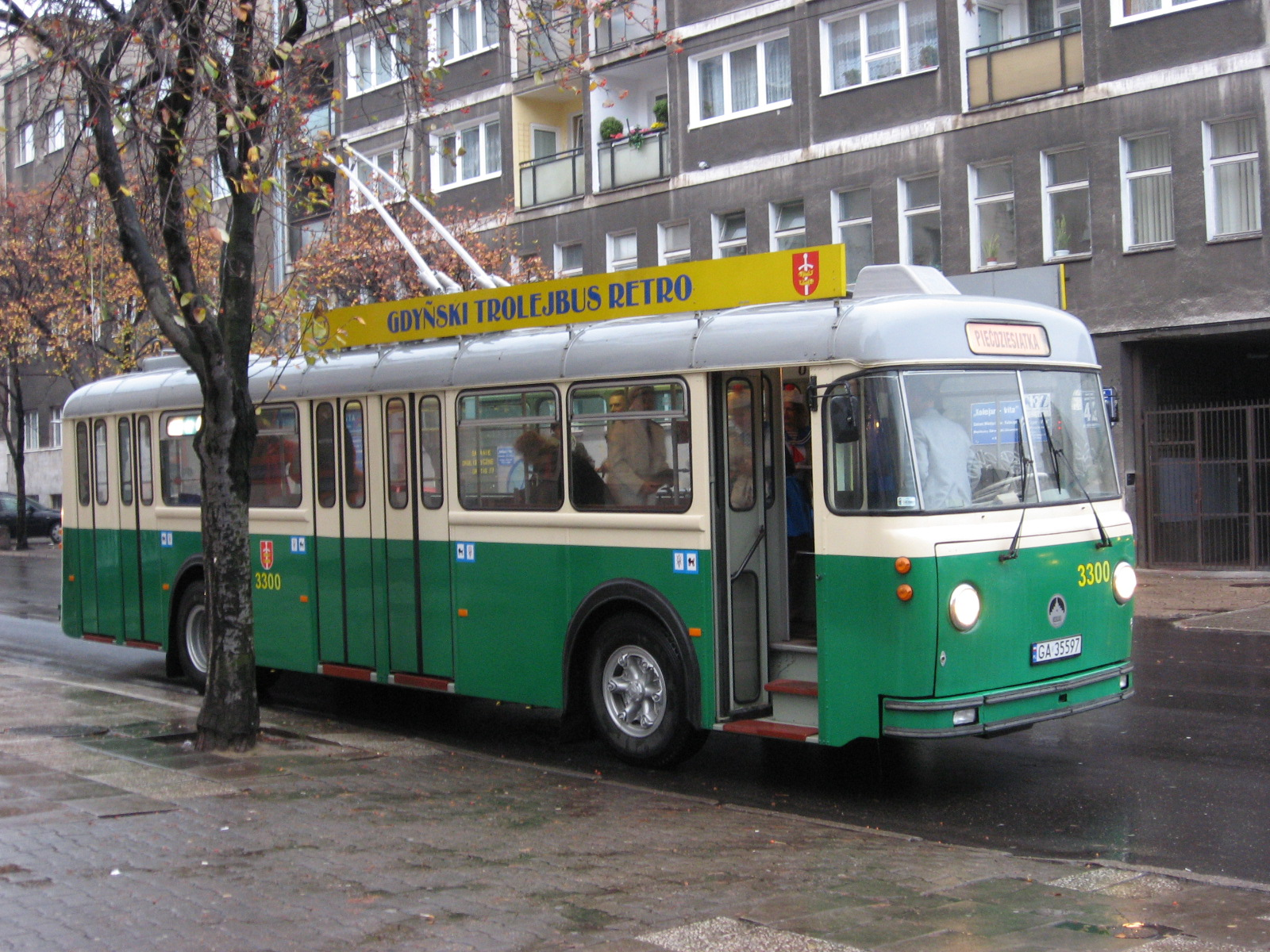
Gdyňský trolejbus Saurer 4TIILM

V roce 2002 byl do Gdyně prodán jeden varšavský trolejbus Saurer 4TIILM s označením T014. Vůz prošel rekonstrukcí v podniku TROBUS, během níž byl obnoven jeho exteriér. Po rekonstrukci byl trolejbus předán společnosti Przedsiębiorstwo Komunikacji Trolejbusowej v Gdyni, která ho uvedla do provozu na turistické lince č. 326. V roce 2012 trolejbus znovu získal dekorativní proužek na přední straně s logem výrobce a tmavě zelenou barvou karoserie, podobně jako v době provozu v St. Gallenu.